# گزشک
گزشک روستایی در دهستان کذاب بخش خضرآباد شهرستان اشکذر استان یزد ایران است.

## جمعیت
بر پایه سرشماری عمومی نفوس و مسکن در سال ۱۳۹۵ جمعیت این مکان ۳۹ نفر (۱۲خانوار) بوده‌است.